# Jaime I de Aragón

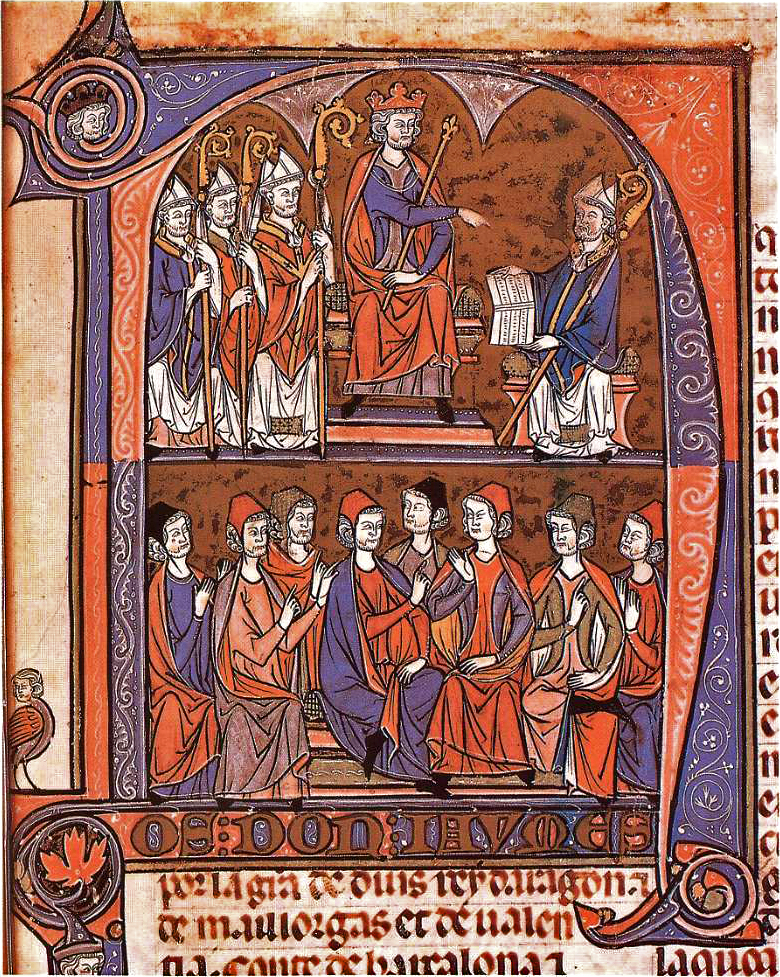
Jaime I de Aragón recibiendo del obispo y jurista Vidal de Canellas los Fueros de Aragón ante otros magnates eclesiásticos. Inicial miniada N del Vidal Mayor, primera compilación de los fueros aragoneses. El texto en aragonés comienza:Nos, don Iavmes, por la g[rat]ia de Dius Rey d'Aragon et de Maillorgas et de Valencia, conte de Barçalona et de Urgel et seynor de Montpesler [...]
'Nos, don Jaime, por la gracia de Dios Rey de Aragón y de Mallorca y de Valencia, Conde de Barcelona y de Urgel y Señor de Montpellier'.

Nos, don Iavmes, por la g[rat]ia de Dius Rey d'Aragon et de Maillorgas et de Valencia, conte de Barçalona et de Urgel et seynor de Montpesler [...]

'Nos, don Jaime, por la gracia de Dios Rey de Aragón y de Mallorca y de Valencia, Conde de Barcelona y de Urgel y Señor de Montpellier'.

Jaime I de Aragón el Conquistador (aragonés: Chaime lo Conqueridor, occitano: Jacme lo Conquistaire, catalán/valenciano: Jaume el Conqueridor ; Montpellier, 2 de febrero de 1208-Alcira, 27 de julio de 1276) fue rey de Aragón (1213-1276), de Valencia (1238-1276) y de Mallorca (1229-1276), conde de Barcelona (1213-1276), conde de Urgel, señor de Montpellier (1219-1276) y de otros feudos en Occitania.

## Juventud

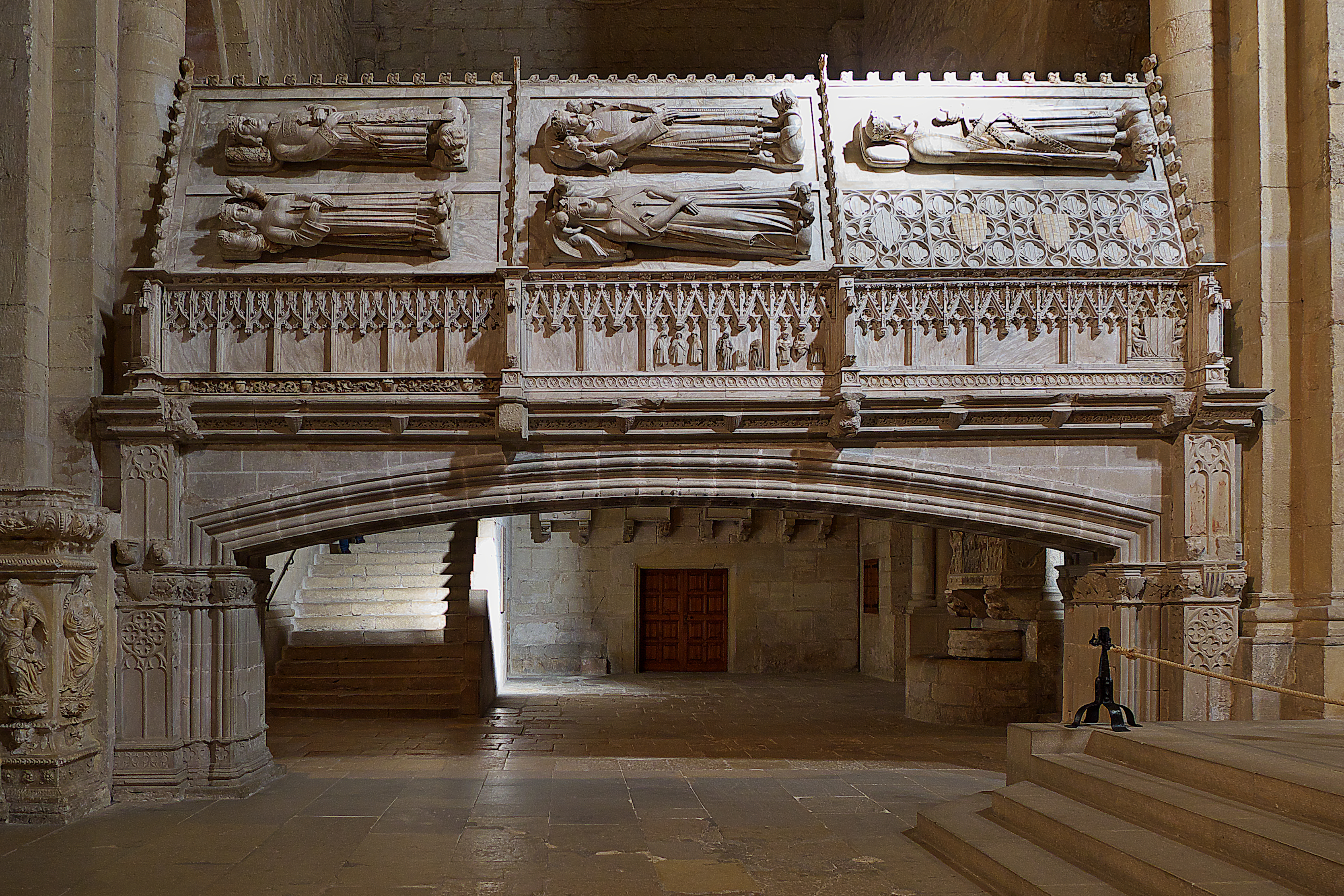
Monasterio de Poblet. Sepulcros de la Casa de Aragón.

Nacido a principios del siglo XIII, en febrero de 1208, hijo de Pedro II el Católico y de María de Montpellier, era el heredero de dos importantes linajes: la Casa de Aragón y el de los emperadores de Bizancio, por parte de su madre. Tuvo una infancia difícil. Su padre, que acabaría repudiando a la reina, solo llegó a concebirlo mediante engaño de algunos nobles y eclesiásticos que temían por la falta de un sucesor, y la colaboración de María, haciendo creer a Pedro que se acostaba con una de sus amantes. Estas circunstancias produjeron el rechazo de Pedro II hacia el pequeño Jaime, a quien no conoció sino a los dos años de su nacimiento. A esa edad, el rey hizo un pacto matrimonial para entregar a su hijo Jaime a la tutela de Simón, Señor de Montfort, para casarlo con la hija de este, Amicia, para lo cual el niño iba a ser recluido en el castillo de Carcasona hasta los 18 años.
A la muerte de su padre, durante la cruzada albigense, en la batalla de Muret (1213), Simón de Montfort se resistió a entregar a Jaime a los aragoneses hasta después de un año de reclamaciones y solo por mandato del papa Inocencio III. Durante su minoría de edad, estuvo bajo la tutela de los caballeros templarios en el castillo de Monzón, habiendo sido encomendado a Guillermo de Montredón, junto con su primo de la misma edad, el conde de Provenza Ramón Berenguer V. Mientras, actuaba como regente del reino el conde Sancho Raimúndez, hijo de Petronila de Aragón y Ramón Berenguer IV y tío abuelo de Jaime. Heredó el señorío de Montpellier a la muerte de su madre (1213).
Huérfano de padre y madre, tenía unos 6 años cuando fue jurado en las Cortes de Lérida de 1214. En septiembre de 1218 se celebraron por primera vez en Lérida unas Cortes generales, en las cuales fue declarado mayor de edad. Merece destacar que, al haber nacido el 2 de febrero de 1208, su mayoría de edad se produjo a la edad de 10 años.
En febrero de 1221, a la edad de 13 años, contrajo matrimonio en la población soriana de Ágreda, población fronteriza entre Castilla y Aragón, con Leonor de Castilla, hermana de la reina Berenguela de Castilla y tía de Fernando III. Tras la boda, la pareja se trasladó a la catedral de Tarazona, donde Jaime fue ordenado caballero. A la edad de 22 años, Jaime I consiguió que su primer casamiento fuera anulado por la Iglesia, aduciendo él mismo, por razón de parentesco en 1229.
El 8 de septiembre de 1235, a la edad de 26 años, contrajo un segundo matrimonio con la princesa Violante (1215-1251), hija de Andrés II, rey de Hungría. Por el testamento de su tío segundo Nuño Sánchez, heredó los condados de Rosellón y Cerdaña y el vizcondado de Fenolleda en Francia (1241).

## Reinado
Durante los quince primeros años de su reinado, mantuvo diversas luchas contra la nobleza aragonesa, que incluso llegó a hacerle prisionero en 1224. En 1227, afrontó un nuevo alzamiento nobiliario aragonés, dirigido por el infante Fernando, tío del rey, que terminó, gracias a la intervención papal a través del arzobispo de Tortosa, con la firma de la Concordia de Alcalá (marzo de 1227). Este tratado marcó el triunfo de la monarquía sobre los levantiscos nobles, dándole la estabilidad necesaria para iniciar las campañas contra los musulmanes. Esta estabilidad logró el apaciguamiento de las reclamaciones de la nobleza y obispos.

### Conquista de Mallorca
Ante los ataques de los piratas mallorquines, los mercaderes de Barcelona, Tarragona y Tortosa pidieron ayuda al monarca para acabar con la amenaza. Así, en una reunión de Barcelona (diciembre de 1228) le ofrecieron sus naves, mientras que los nobles catalanes acordaron participar en la empresa a cambio del botín y dominios territoriales. En otra reunión en Lérida, los nobles aragoneses aceptaron las mismas condiciones, pero sugirieron al rey que la empresa se dirigiera contra los musulmanes de Valencia, por lo que su participación no sería significativa.
El 5 de septiembre de 1229, la escuadra aragonesa, compuesta por 155 naves, 1500 caballeros y 15 000 soldados, zarpó de Tarragona, Salou y Cambrils, para conquistar Mallorca a Abú Yahya, el gobernador almohade semiindependiente de la isla.
Las tropas aragonesas desembarcaron en Santa Ponsa y vencieron a los musulmanes en la batalla de Portopí (13 de septiembre de 1229). Los musulmanes se refugiaron tras las murallas de Madina Mayurqa (la actual Palma de Mallorca) y crucificaron a varios soldados aragoneses a la vista de las tropas de Jaime. Estas poco después tomaron y pasaron a cuchillo a la población de la ciudad (diciembre de 1229) y se apoderaron de la isla en pocos meses, salvo un pequeño núcleo de resistencia musulmana que logró mantenerse en la sierra de Tramontana hasta 1232. Los pobladores musulmanes huyeron a África o fueron esclavizados.
Después de pasar a cuchillo la población de Madina Mayurqa, la cantidad de cadáveres fue tal que se produjo una epidemia que diezmó el ejército de Jaime I. Por añadidura, los nobles catalanes intentaron quedarse con el botín, provocando una revuelta que debilitaría aún más el poder militar de Jaime I.
Mallorca se constituyó como un reino más de la Corona de Aragón bajo el nombre de Regnum Maioricarum et insulae adiacentes, el cual obtuvo una carta de franqueza en 1230. La institución en 1249 del municipio de Mallorca (actual Palma) contribuiría a la institucionalización del reino.

### Conquista de Menorca
El monarca aragonés se vio incapacitado para conquistar Menorca a causa de las divisiones internas dentro de su ejército por el botín y la reducción de su ejército debido a unas malas decisiones; aun así, el monarca consiguió por mediación de dos nobles aragoneses (Pedro Maza y Assalido de Gudal), un noble catalán (Bernaldo de Santa Eugenia) y el comendador del Temple de Mallorca (Ramón de Serra) un vasallaje sobre Menorca, rubricado por el Tratado de Capdepera, por el cual los musulmanes menorquines aceptaron su soberanía (1231). El vasallaje sobre Menorca sería transferido al reino de Mallorca como parte del testamento de Jaime I. Alfonso III de Aragón conquistaría de forma efectiva esta isla, después de la capitulación de Abû ‘Umar en 1287. Fue repoblada, aunque quedó una abundante población musulmana, que más tarde fue desterrada.

### Conquista de Ibiza y Formentera
Cedió la sumisión de Ibiza y Formentera a Guillermo de Montgrí, arzobispo de Tarragona, y su hermano Bernardo de Santa Eugenia, que la hizo efectiva el 12 de agosto de 1235. La isla se repobló con campesinos de Ampurias (1236).

### Conquista de Valencia

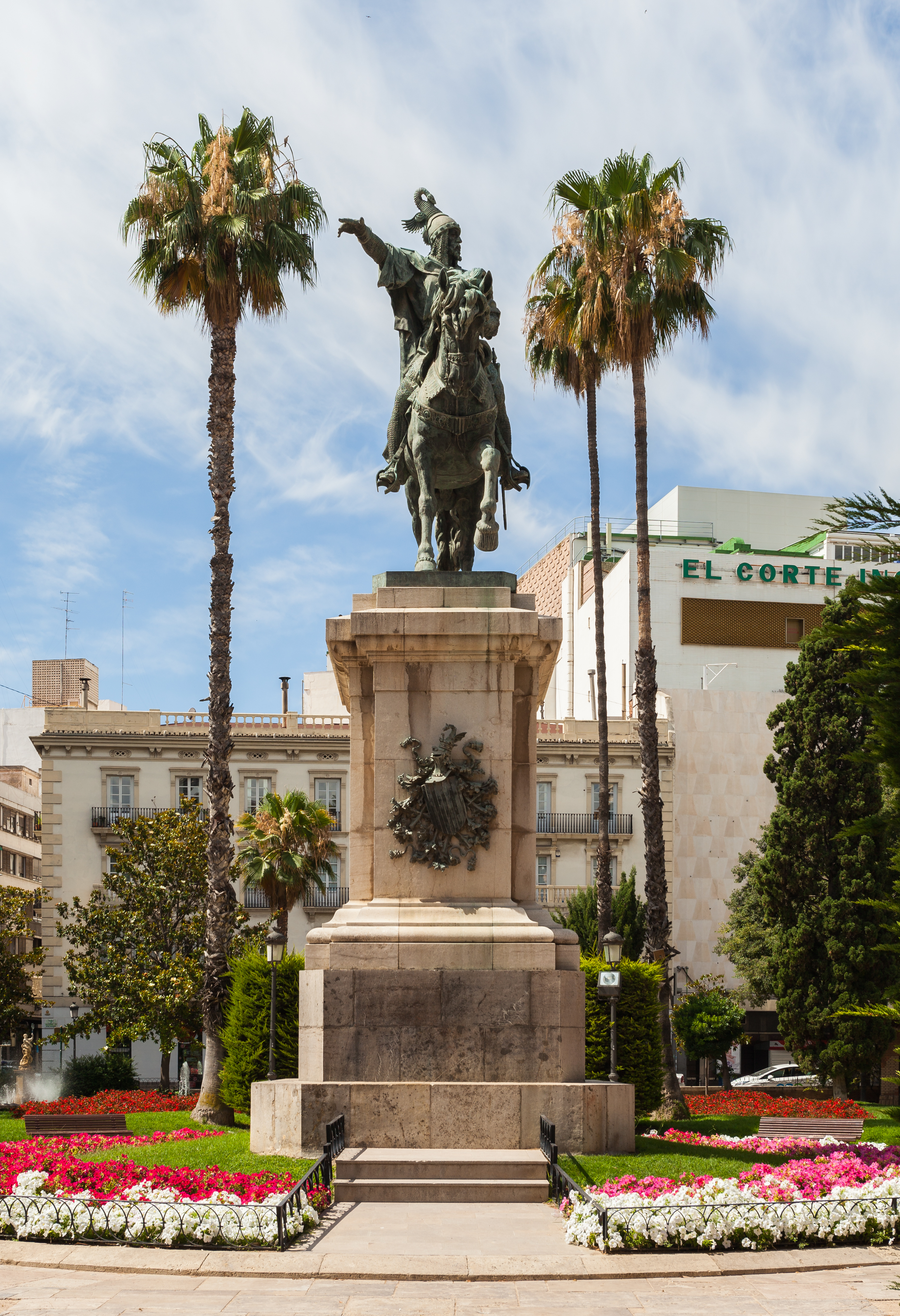
Estatua ecuestre de Jaime I en el Parterre de Valencia (Agapito Vallmitjana, 1891). Se trata de una representación idealizada, pues porta la cimera del Rey de Aragón, que es anacrónica, ya que fue una innovación heráldica del de Pedro IV el Ceremonioso.

La conquista de Valencia, a diferencia de la de Mallorca, fue hecha con un importante contingente de aragoneses. Así, para empezar la conquista, en 1231 Jaime I se reunió con el noble Blasco de Alagón y Hugo de Folcalquier, maestre de la Orden Militar del Hospital, en Alcañiz para fijar un plan de conquista de las tierras valencianas. Blasco de Alagón recomendó asediar las poblaciones en terreno llano y evitar las fortificadas. Sin embargo, lo primero que se tomó fueron dos enclaves montañosos: Morella, aprovechando Blasco la debilidad de su gobierno musulmán; y Ares, lugar cercano a Morella tomado por Jaime I para obligar a Blasco de Alagón a que le entregara Morella.
La conquista de lo que posteriormente se convertiría en el reino de Valencia comienza en 1232, con la toma de Morella. En 1233 se planea la campaña en Alcañiz, que constaría de tres etapas:
- La primera etapa empieza en 1233, con la toma de Burriana, en seguida y Peñíscola y el castillo de Castellón. Este último sería cedido al rey en 1242 por el llamado "laudo de los tres obispos". La conquista de la ciudad de Valencia había comenzado el 21 de abril de 1238 y la capitulación se firmó el 29 de septiembre entrando el rey en la ciudad el 9 de octubre.
- La segunda etapa se dirige al sur llegando hasta el Júcar, en la ciudad de Alcira donde se encontraba el único puente de toda Valencia que cruzaba el Júcar. El 30 de diciembre de 1242 fue conquistada esta villa, permitiendo así la definitiva conquista del Reino de Valencia.
- La tercera etapa abarca desde 1243 a 1245, llegándose a los límites estipulados en el Tratado de Almizra en 1244, firmado entre Jaime I y el infante Alfonso (futuro Alfonso X de Castilla) para delimitar las áreas de expansión sobre territorio musulmán entre Castilla y la Corona de Aragón. Las tierras al sur de la línea Biar-Villajoyosa quedaron reservadas para Castilla (incluyendo el reino de Murcia), incorporándose al reino de Valencia por Jaime II de Aragón tras las Sentencias arbitrales de Torrellas (1304) y el Tratado de Elche (1305).

En esta última etapa y en los años siguientes, Jaime I tuvo que hacer frente a diversas revueltas de la población mudéjar, encabezadas por el caudillo al-Azraq.
Jaime I obtuvo un gran triunfo sobre la nobleza aragonesa al convertir las tierras conquistadas en Valencia en un reino diferenciado, unido a la Corona de Aragón (1239), gracias a la elaboración legislativa de los Fueros de Valencia, els Furs. La creación del reino provocó una iracunda reacción de la nobleza aragonesa, que veía así imposibilitada la prolongación de sus señoríos en tierras valencianas.

### Política ultrapirenaica
Mediante el Tratado de Corbeil (1258) Jaime renunció a sus derechos sobre territorios del mediodía francés. En contrapartida, su propio sobrino, San Luis de Francia (su madre era Blanca de Castilla, hermana de Leonor de Castilla (1191-1244), primer esposa de Jaime) renunciaba a sus derechos, como descendiente de Carlomagno, sobre los condados catalanes, herederos de la Marca Hispánica.
Jaime I estuvo presente en el Segundo Concilio Lugdunense, que se celebró en la catedral de Lyon, entre el 7 de mayo y el 17 de julio de 1274. El concilio deliberó sobre la preparación de una nueva cruzada centrándose en los aspectos financieros de la misma. Se decidió que, durante seis años, un diezmo de todos los beneficios de la cristiandad deberían destinarse a la cruzada. Jaime I se mostró partidario de iniciarla inmediatamente pero al oponerse los templarios no se tomó ninguna decisión. Ante las indecisiones de los demás asistentes a la asamblea canónica, Jaime I se despidió del Santo Padre (el Papa Gregorio X) y abandonó la reunión con los miembros de su séquito.

### Conquista del reino de Murcia
Castilla había sometido Murcia a vasallaje (1243), pero los murcianos se rebelaron contra Castilla con el apoyo del Reino nazarí de Granada y los gobernantes del Norte de África (1264). La reina Violante (esposa de Alfonso X el Sabio) pidió ayuda a su padre Jaime I. Entonces, tropas de la Corona de Aragón mandadas por el infante Pedro (el futuro Pedro III el Grande) conquistaron a Muhammad ibn Hûd Biha al-Dawla el reino de Murcia (1265-66), dejando después a más de 10 000 aragoneses en Murcia. En efecto, hay que recordar que según las condiciones del Tratado de Almizra (1244), Murcia pertenecería a Castilla. La nobleza de Aragón, procedente principalmente de Cataluña, recriminó a Jaime I esta ayuda sin recompensa a la Corona de Castilla, a lo que este respondió que lo hacía "por Dios y para salvar a España".

### Últimos años
En septiembre de 1269, salió de Barcelona con su armada para una expedición a Tierra Santa, pero dispersadas sus naves por las tormentas, tuvo que desembarcar en Aigües-Mortes, cerca de Montpellier. Renunció a aquella empresa debido, entre otros motivos, a su edad. Ya contaba con 61 años.

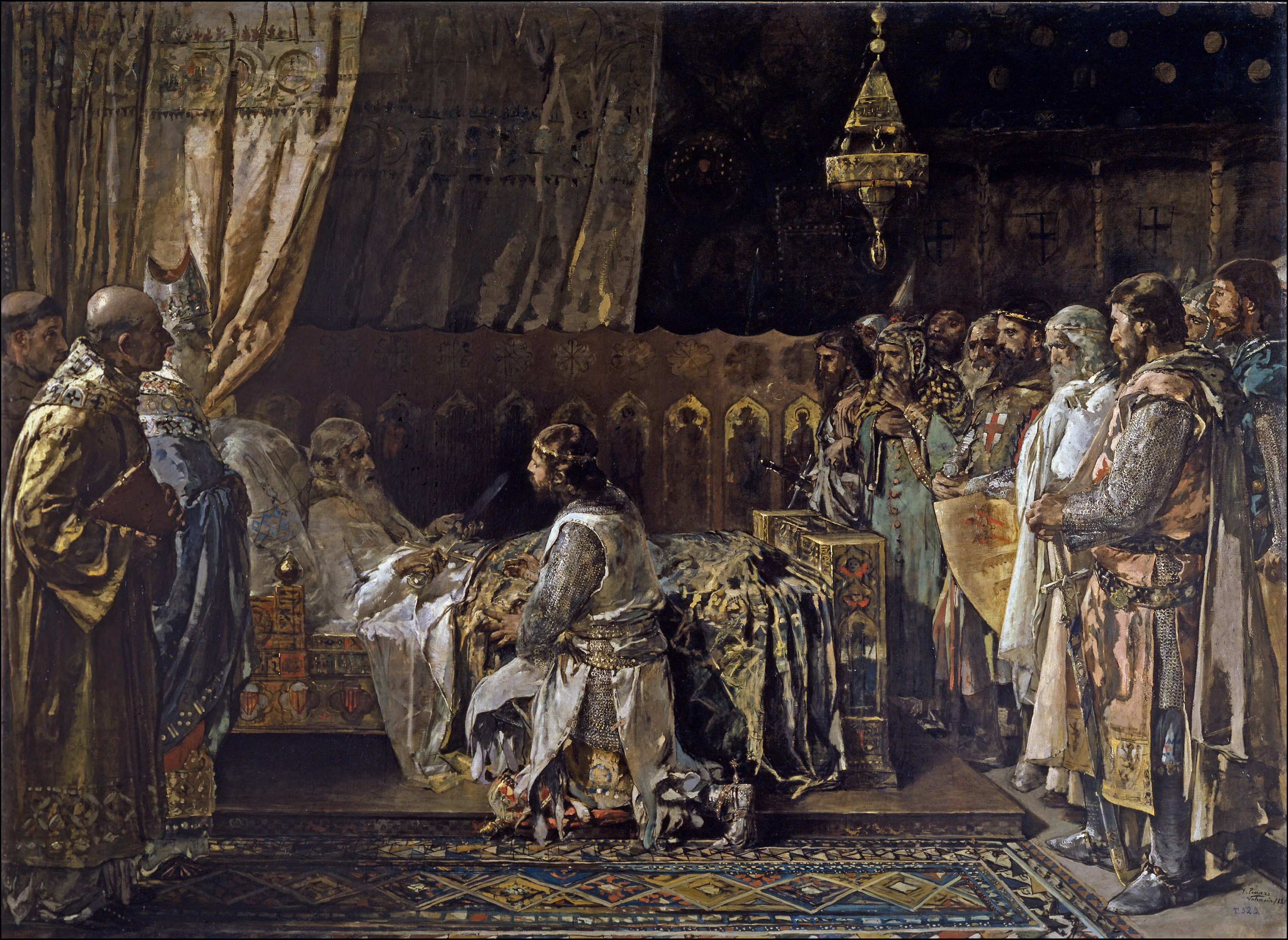
Los últimos momentos del rey Don Jaime el Conquistador en el acto de entregar su espada a su hijo Don Pedro, de Ignacio Pinazo Camarlench. Óleo sobre tela, 304 X 418 cm, Museo del Prado, 1881.

Su reinado de sesenta y tres años es el reinado más largo de cualquier monarca en toda la historia de España. Murió en Alcira (Valencia) el 27 de julio de 1276. En el trance de su muerte, en la residencia real de esta ciudad, y como había dispuesto, Don Jaime fue amortajado con los hábitos del císter.
Los restos mortales del rey permanecieron depositados en Santa María de Valencia hasta mayo de 1278, en que fueron trasladados al monasterio de Poblet para su sepultura definitiva. No obstante, tras la desamortización de Mendizábal, el monasterio quedó abandonado y el cadáver de Jaime I fue trasladado en 1843 a Tarragona, donde le fue construido un panteón en la parte posterior de la catedral, que fue inaugurado en 1856. En 1952, los restos de Jaime I fueron restituidos a Poblet.
Jaime I probablemente no sabía leer ni escribir, pero encargó a un funcionario real su biografía, el Llibre dels feits, que se convirtió en la primera de las cuatro grandes crónicas reales en catalán.

## Descendencia y herencia
De su primera mujer, Leonor de Castilla, tuvo a:
- Alfonso (1222-1260), casado con Constanza de Montcada, hija de Gastón VII de Bearne, fue el heredero de la corona pero falleció antes que su padre.

De su segunda esposa, Violante de Hungría, tuvo a:
- Violante (1236-1301), esposa de Alfonso X el Sabio.
- Constanza (1238-1275), esposa del Señor de Villena, el infante castellano Manuel, hermano de Alfonso X el Sabio.
- Pedro (1240-1285; futuro Pedro III de Aragón), que le sucedió en los reinos de Aragón, Valencia y en los condados catalanes.
- Jaime (1243-1311; futuro Jaime II de Mallorca), que heredó el reino de Mallorca, que comprendía las islas Baleares —Mallorca, Menorca (todavía bajo el poder de un soberano musulmán aunque tributaria desde 1231), Ibiza y Formentera—, los condados del Rosellón y la Cerdaña y los territorios que el Conquistador conservaba en Occitania (el señorío de Montpellier, el vizcondado de Carladés, en Auvernia, y la baronía de Omeladés, contigua a Montpellier).
- Fernando (1245-1250), que murió niño.
- Sancha (1246-antes de 1275) que se hizo monja y murió en Tierra Santa.
- María (1247-1267), religiosa también.
- Isabel (1248-1271), esposa de Felipe III de Francia, hijo de San Luis de Francia (Luis IX de Francia)
- Sancho (1250-1275), arcediano de Belchite, abad de Valladolid y arzobispo de Toledo, falleció prisionero de los moros granadinos.

Tradicionalmente, se ha considerado que fue el deseo de Violante de conseguir buenas herencias para sus hijos el motivo por el que Jaime I procedió a la partición de sus reinos. Sin embargo, parece tener más sentido la concepción patrimonial de los reinos que tenía el rey. Así, hizo un primer reparto en su testamento de 1241. Según este testamento, el primogénito Alfonso heredaría Aragón y los condados catalanes, y Pedro, hijo de Violante, Valencia, las islas Baleares, el Rosellón, la Cerdaña y las posesiones occitanas. Dos años después, un nuevo testamento introduce a su tercer hijo en el reparto. Los condados catalanes pasan de Alfonso a Pedro, el cual cede las islas Baleares, Rosellón, Cerdaña y las posesiones occitanas a Jaime. Nuevo testamento en 1248, incluyendo en el reparto al nuevo hijo, Fernando. A la muerte de Alfonso (1260), otorgó nuevo testamento (1262), el cual daría la configuración definitiva de la herencia.
Tras la muerte de Violante (1253), el rey se lanzó a una carrera de amoríos, teniendo múltiples hijos. Con Teresa Gil de Vidaure tuvo a Jaime, señor de Jérica, y a Pedro, señor de Ayerbe. Con Elvira Sarroca, engendró a Jaime Sarroca, obispo de Huesca y Pedro del Rey, obispo de Lérida. 
De sus relaciones amorosas con Blanca de Antillón nació Fernán Sánchez, a quien dio la baronía de Castro. Con Berenguela Fernández, tuvo a Pedro Fernández, señor de la baronía de Híjar. Estos hijos extramatrimoniales fueron el origen de algunas de las más importantes casas nobiliarias de Aragón y Valencia. Sin embargo, con Berenguela Alfonso, hija del infante Alfonso de Molina, no tuvo descendencia, al igual que tampoco la tuvo con Sibila de Saga. También se sabe que tuvo una relación con Guillema de Cabrera desde 1252, aunque podría adelantarse la fecha ya que el rey le hizo varias donaciones tiempo antes. También se sabe que tuvo un hijo, Fernando, que nació en noviembre de 1261 de la relación del rey con una ciudadana de Alcira llamada Genesia y que fue un hombre de confianza de su hermano Pedro en París y más tarde como abad de Montearagón, aunque por el estado de revuelta contra el rey de los territorios aragoneses no tomó el cargo y por lo tanto no aparece en el abadiologio.

## Valoraciones
El reinado de Jaime I marcó el nacimiento de una conciencia territorial en los distintos reinos de la Corona de Aragón, especialmente en Aragón, Reino de Valencia y en los condados catalanes. Dos son los factores que contribuyeron a este hecho: la normalización del Derecho y la transformación de las Cortes en un órgano reivindicativo y representativo de la voluntad del reino, actúan como catalizadores de la creación de una conciencia diferenciadora de cada territorio. Los Fueros de Aragón se promulgaron en las cortes de Huesca (1247), sustituyendo a los diferentes códigos locales del reino. Los Usatges de Barcelona, gracias a la protección real, se extendieron por todos los condados catalanes (mediados del siglo XIII). La situación en Valencia fue diferente, puesto que la oposición de la nobleza aragonesa a la consolidación del reino hizo que los fueros valencianos (Foris et consuetudines Valentiae), otorgados por Jaime I en 1240 no triunfaran definitivamente hasta 1329. En 1244, Jaime I establece que el río Cinca sería la divisoria entre Aragón y los condados catalanes. Desde entonces, las Cortes de cada territorio se reunieron de forma separada.
El reinado de Jaime I marcó también el desplazamiento del centro de gravedad de la monarquía hacia la costa mediterránea. Así, la Corte y la cancillería —base del actual Archivo de la Corona de Aragón— se establecieron en Barcelona.

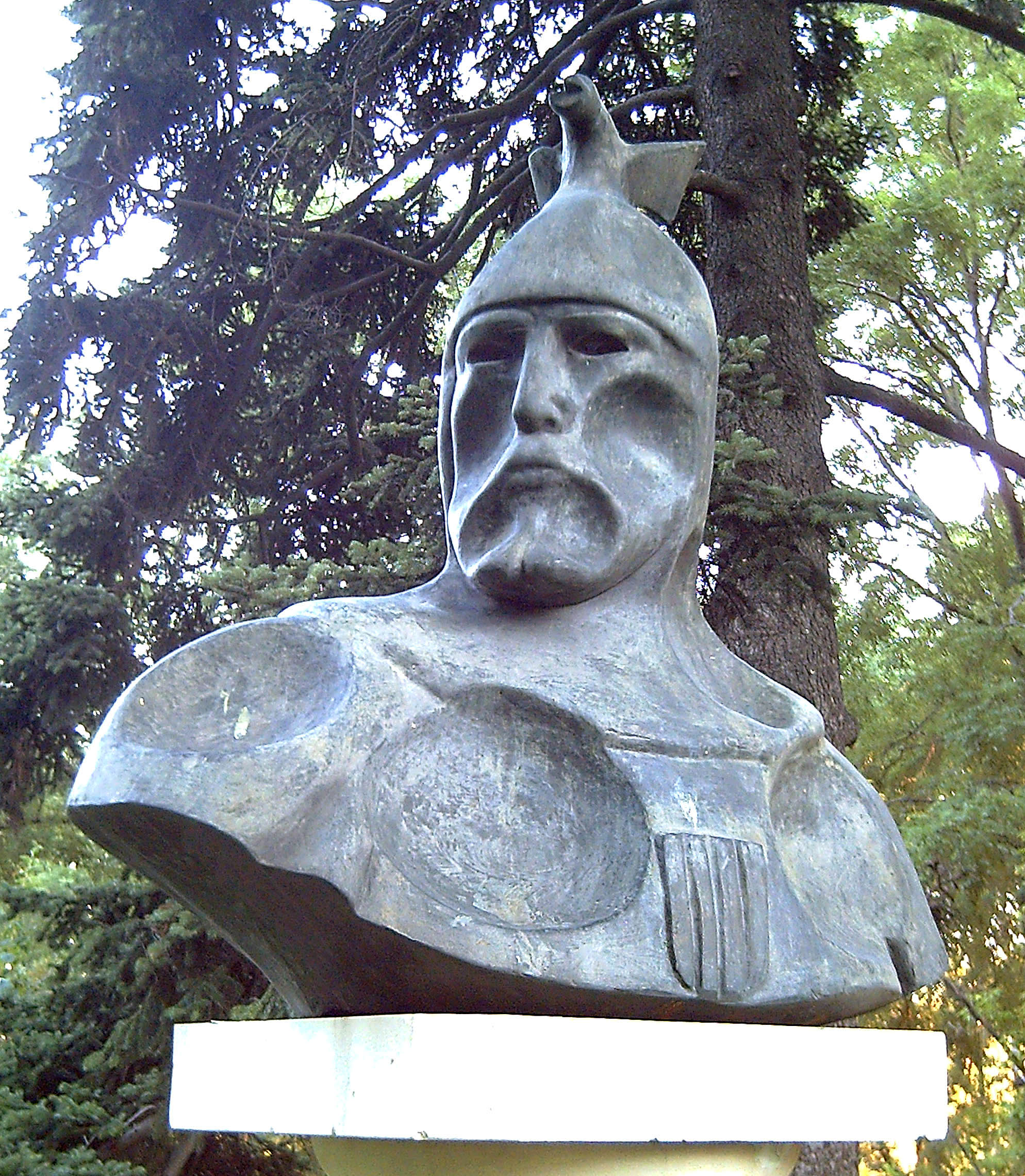
Busto de Jaime I en Madrid (N. Bayarri, 1976).

Como hitos de su reinado pueden señalarse:
- La creación de los reinos de Mallorca y de Valencia.
- El matrimonio del heredero de la Corona, Pedro, con Constanza II de Sicilia, que daría un impulso definitivo a la expansión mediterránea de la Corona de Aragón, una vez que la Reconquista en territorio peninsular hubo concluido.
- El impulso dado al comercio y a la política norteafricana, incluyendo la redacción del Llibre del Consolat de Mar, primer código de costumbres marítimas.
- La protección dada a los judíos.
- Las reformas monetarias, con la introducción del grueso de Montpellier y la creación de monedas propias en los reinos de Valencia y Mallorca.
- La intervención en la normalización jurídica, apoyando a figuras como Raimundo de Peñafort o Vidal de Canellas e impulsando el Derecho romano.
- El impulso dado a las instituciones generales del reino, como las Cortes, y los ayuntamientos.
- El dictado del Llibre dels feits, —fue publicado tras su muerte—, considerado como la primera crónica medieval de la Corona de Aragón.

La infancia de Jaime I transcurrió en el castillo de Monzón, junto al río Cinca. Allí, aprendió el habla viva al cuidado del Maestre de la Orden del Temple. En su autobiografía se aprecia una constante familiaridad con los cuatro brazos del poder de Aragón y la amistad con que trata a "Pere de Muncada" que le recluta caballeros en el territorio fronterizo entre Aragón y los condados catalanes de las poblaciones de Almenar y Tamarite. La doble forma en que escribe el topónimo Monzón es un vestigio de que tanto dominaba el habla viva de la zona en la forma "Monçó" como la forma escrita con la grafía "Muntsó" en el manuscrito que se conserva en la Biblioteca Nacional de Madrid.
El juicio histórico sobre Jaime I depende del reino en el que se centra el historiador. Para los historiadores aragoneses las conclusiones suelen ser negativas, aduciendo el carácter patrimonial que dio a sus reinos, sin importarle repartir sus dominios entre sus hijos. También es criticada la fijación de la frontera catalano-aragonesa en el Cinca, lo que supuso la adjudicación final de Lérida a los condados catalanes y la separación definitiva de Aragón y los condados catalanes en dos entidades con derecho y Cortes diferentes, tras llevar cien años unidos. La expansión territorial también es enjuiciada negativamente, puesto que con la conquista y creación de los reinos de Mallorca y Valencia, la Corona se convirtió definitivamente en una entidad de carácter confederal, con la monarquía como única institución común y sin ninguna aspiración común entre los diversos reinos.
Del otro lado, para mallorquines y valencianos, la valoración es completamente opuesta: Jaime I es un gran rey, el padre fundador de los reinos, el creador de sus señas de identidad hasta nuestros días: territorio, lengua, fueros, moneda, instituciones, etc.

## Ancestros
| \| \| \| \| \| \| \| \| \| \| \| \| \| \| \| \| \| \| \| \| 16. Ramón Berenguer III de Barcelona \| \| \| \| \| \| \| \| \| \| \| \| \| \| \| \| \| \| \| \| \| \| \| \| \| \| \| \| \| \| \| \| \| \| \| \| \| \| \| \| \| \| \| \| \| \| \| \| \| \| \| \| \| \| 8. Ramón Berenguer IV de Barcelona \| \| \| \| \| \| \| \| \| \| \| \| \| \| \| \| \| \| \| \| \| \| \| \| \| \| \| \| \| \| \| \| \| \| \| \| \| \| \| \| \| \| \| \| \| \| \| \| \| \| \| \| \| \| 17. Dulce de Provenza \| \| \| \| \| \| \| \| \| \| \| \| \| \| \| \| \| \| \| \| \| \| \| \| \| \| \| \| \| \| \| \| \| \| \| \| \| \| \| \| \| \| \| \| \| \| \| \| \| \| \| \| \| \| 4. Alfonso II de Aragón \| \| \| \| \| \| \| \| \| \| \| \| \| \| \| \| \| \| \| \| \| \| \| \| \| \| \| \| \| \| \| \| \| \| \| \| \| \| \| \| \| \| \| \| \| \| \| \| \| \| \| \| \| \| 18. Ramiro II de Aragón \| \| \| \| \| \| \| \| \| \| \| \| \| \| \| \| \| \| \| \| \| \| \| \| \| \| \| \| \| \| \| \| \| \| \| \| \| \| \| \| \| \| \| \| \| \| \| \| \| \| \| \| \| \| 9. Petronila de Aragón \| \| \| \| \| \| \| \| \| \| \| \| \| \| \| \| \| \| \| \| \| \| \| \| \| \| \| \| \| \| \| \| \| \| \| \| \| \| \| \| \| \| \| \| \| \| \| \| \| \| \| \| \| \| 19. Inés de Poitou \| \| \| \| \| \| \| \| \| \| \| \| \| \| \| \| \| \| \| \| \| \| \| \| \| \| \| \| \| \| \| \| \| \| \| \| \| \| \| \| \| \| \| \| \| \| \| \| \| \| \| \| \| \| 2. Pedro II de Aragón \| \| \| \| \| \| \| \| \| \| \| \| \| \| \| \| \| \| \| \| \| \| \| \| \| \| \| \| \| \| \| \| \| \| \| \| \| \| \| \| \| \| \| \| \| \| \| \| \| \| \| \| \| \| 20. Raimundo de Borgoña \| \| \| \| \| \| \| \| \| \| \| \| \| \| \| \| \| \| \| \| \| \| \| \| \| \| \| \| \| \| \| \| \| \| \| \| \| \| \| \| \| \| \| \| \| \| \| \| \| \| \| \| \| \| 10. Alfonso VII de León \| \| \| \| \| \| \| \| \| \| \| \| \| \| \| \| \| \| \| \| \| \| \| \| \| \| \| \| \| \| \| \| \| \| \| \| \| \| \| \| \| \| \| \| \| \| \| \| \| \| \| \| \| \| 21. Urraca I de León \| \| \| \| \| \| \| \| \| \| \| \| \| \| \| \| \| \| \| \| \| \| \| \| \| \| \| \| \| \| \| \| \| \| \| \| \| \| \| \| \| \| \| \| \| \| \| \| \| \| \| \| \| \| 5. Sancha de Castilla \| \| \| \| \| \| \| \| \| \| \| \| \| \| \| \| \| \| \| \| \| \| \| \| \| \| \| \| \| \| \| \| \| \| \| \| \| \| \| \| \| \| \| \| \| \| \| \| \| \| \| \| \| \| 22. Vladislao II el Desterrado \| \| \| \| \| \| \| \| \| \| \| \| \| \| \| \| \| \| \| \| \| \| \| \| \| \| \| \| \| \| \| \| \| \| \| \| \| \| \| \| \| \| \| \| \| \| \| \| \| \| \| \| \| \| 11. Riquilda de Polonia \| \| \| \| \| \| \| \| \| \| \| \| \| \| \| \| \| \| \| \| \| \| \| \| \| \| \| \| \| \| \| \| \| \| \| \| \| \| \| \| \| \| \| \| \| \| \| \| \| \| \| \| \| \| 23. Inés de Babenberg \| \| \| \| \| \| \| \| \| \| \| \| \| \| \| \| \| \| \| \| \| \| \| \| \| \| \| \| \| \| \| \| \| \| \| \| \| \| \| \| \| \| \| \| \| \| \| \| \| \| \| \| \| \| 1. Jaime I de Aragón \| \| \| \| \| \| \| \| \| \| \| \| \| \| \| \| \| \| \| \| \| \| \| \| \| \| \| \| \| \| \| \| \| \| \| \| \| \| \| \| \| \| \| \| \| \| \| \| \| \| \| \| \| \| 24. Guillermo VI de Montpellier \| \| \| \| \| \| \| \| \| \| \| \| \| \| \| \| \| \| \| \| \| \| \| \| \| \| \| \| \| \| \| \| \| \| \| \| \| \| \| \| \| \| \| \| \| \| \| \| \| \| \| \| \| \| 12. Guillermo VII de Montpellier \| \| \| \| \| \| \| \| \| \| \| \| \| \| \| \| \| \| \| \| \| \| \| \| \| \| \| \| \| \| \| \| \| \| \| \| \| \| \| \| \| \| \| \| \| \| \| \| \| \| \| \| \| \| 25. Sibila \| \| \| \| \| \| \| \| \| \| \| \| \| \| \| \| \| \| \| \| \| \| \| \| \| \| \| \| \| \| \| \| \| \| \| \| \| \| \| \| \| \| \| \| \| \| \| \| \| \| \| \| \| \| 6. Guillermo VIII de Montpellier \| \| \| \| \| \| \| \| \| \| \| \| \| \| \| \| \| \| \| \| \| \| \| \| \| \| \| \| \| \| \| \| \| \| \| \| \| \| \| \| \| \| \| \| \| \| \| \| \| \| \| \| \| \| 26. Hugo II de Borgoña \| \| \| \| \| \| \| \| \| \| \| \| \| \| \| \| \| \| \| \| \| \| \| \| \| \| \| \| \| \| \| \| \| \| \| \| \| \| \| \| \| \| \| \| \| \| \| \| \| \| \| \| \| \| 13. Matilde de Borgoña \| \| \| \| \| \| \| \| \| \| \| \| \| \| \| \| \| \| \| \| \| \| \| \| \| \| \| \| \| \| \| \| \| \| \| \| \| \| \| \| \| \| \| \| \| \| \| \| \| \| \| \| \| \| 27. Matilde de Turena \| \| \| \| \| \| \| \| \| \| \| \| \| \| \| \| \| \| \| \| \| \| \| \| \| \| \| \| \| \| \| \| \| \| \| \| \| \| \| \| \| \| \| \| \| \| \| \| \| \| \| \| \| \| 3. María de Montpellier \| \| \| \| \| \| \| \| \| \| \| \| \| \| \| \| \| \| \| \| \| \| \| \| \| \| \| \| \| \| \| \| \| \| \| \| \| \| \| \| \| \| \| \| \| \| \| \| \| \| \| \| \| \| 28. Juan II Comneno \| \| \| \| \| \| \| \| \| \| \| \| \| \| \| \| \| \| \| \| \| \| \| \| \| \| \| \| \| \| \| \| \| \| \| \| \| \| \| \| \| \| \| \| \| \| \| \| \| \| \| \| \| \| 14. Isaac Comneno \| \| \| \| \| \| \| \| \| \| \| \| \| \| \| \| \| \| \| \| \| \| \| \| \| \| \| \| \| \| \| \| \| \| \| \| \| \| \| \| \| \| \| \| \| \| \| \| \| \| \| \| \| \| 29. Piroska de Hungría \| \| \| \| \| \| \| \| \| \| \| \| \| \| \| \| \| \| \| \| \| \| \| \| \| \| \| \| \| \| \| \| \| \| \| \| \| \| \| \| \| \| \| \| \| \| \| \| \| \| \| \| \| \| 7. Eudoxia Comnena \| \| \| \| \| \| \| \| \| \| \| \| \| \| \| \| \| \| \| \| \| \| \| \| \| \| \| \| \| \| \| \| \| \| \| \| \| \| \| \| \| \| \| \| \| \| \| \| \| \| \| \| \| \| 15. Irene Sinadena \| \| \| \| \| \| \| \| \| \| \| \| \| \| \| \| \| \| \| \| \| \| \| \| \| \| \| \| \| \| \| \| \| \| \| \| \| \| \| \| \| \| \| \| \| \| \| \| \| \| \| \| |                                      |  |  |  |  |  |  |  |  |  |  |  |  |  |  |  |
| |                                      |  |  |  |  |  |  |  |  |  |  |  |  |  |  |  |
| | 16. Ramón Berenguer III de Barcelona |  |  |  |  |  |  |  |  |  |  |  |  |  |  |  |
| |                                      |  |  |  |  |  |  |  |  |  |  |  |  |  |  |  |
| |                                      |  |  |  |  |  |  |  |  |  |  |  |  |  |  |  |
| | 8. Ramón Berenguer IV de Barcelona   |  |  |  |  |  |  |  |  |  |  |  |  |  |  |  |
| |                                      |  |  |  |  |  |  |  |  |  |  |  |  |  |  |  |
| |                                      |  |  |  |  |  |  |  |  |  |  |  |  |  |  |  |
| | 17. Dulce de Provenza                |  |  |  |  |  |  |  |  |  |  |  |  |  |  |  |
| |                                      |  |  |  |  |  |  |  |  |  |  |  |  |  |  |  |
| |                                      |  |  |  |  |  |  |  |  |  |  |  |  |  |  |  |
| | 4. Alfonso II de Aragón              |  |  |  |  |  |  |  |  |  |  |  |  |  |  |  |
| |                                      |  |  |  |  |  |  |  |  |  |  |  |  |  |  |  |
| |                                      |  |  |  |  |  |  |  |  |  |  |  |  |  |  |  |
| | 18. Ramiro II de Aragón              |  |  |  |  |  |  |  |  |  |  |  |  |  |  |  |
| |                                      |  |  |  |  |  |  |  |  |  |  |  |  |  |  |  |
| |                                      |  |  |  |  |  |  |  |  |  |  |  |  |  |  |  |
| | 9. Petronila de Aragón               |  |  |  |  |  |  |  |  |  |  |  |  |  |  |  |
| |                                      |  |  |  |  |  |  |  |  |  |  |  |  |  |  |  |
| |                                      |  |  |  |  |  |  |  |  |  |  |  |  |  |  |  |
| | 19. Inés de Poitou                   |  |  |  |  |  |  |  |  |  |  |  |  |  |  |  |
| |                                      |  |  |  |  |  |  |  |  |  |  |  |  |  |  |  |
| |                                      |  |  |  |  |  |  |  |  |  |  |  |  |  |  |  |
| | 2. Pedro II de Aragón                |  |  |  |  |  |  |  |  |  |  |  |  |  |  |  |
| |                                      |  |  |  |  |  |  |  |  |  |  |  |  |  |  |  |
| |                                      |  |  |  |  |  |  |  |  |  |  |  |  |  |  |  |
| | 20. Raimundo de Borgoña              |  |  |  |  |  |  |  |  |  |  |  |  |  |  |  |
| |                                      |  |  |  |  |  |  |  |  |  |  |  |  |  |  |  |
| |                                      |  |  |  |  |  |  |  |  |  |  |  |  |  |  |  |
| | 10. Alfonso VII de León              |  |  |  |  |  |  |  |  |  |  |  |  |  |  |  |
| |                                      |  |  |  |  |  |  |  |  |  |  |  |  |  |  |  |
| |                                      |  |  |  |  |  |  |  |  |  |  |  |  |  |  |  |
| | 21. Urraca I de León                 |  |  |  |  |  |  |  |  |  |  |  |  |  |  |  |
| |                                      |  |  |  |  |  |  |  |  |  |  |  |  |  |  |  |
| |                                      |  |  |  |  |  |  |  |  |  |  |  |  |  |  |  |
| | 5. Sancha de Castilla                |  |  |  |  |  |  |  |  |  |  |  |  |  |  |  |
| |                                      |  |  |  |  |  |  |  |  |  |  |  |  |  |  |  |
| |                                      |  |  |  |  |  |  |  |  |  |  |  |  |  |  |  |
| | 22. Vladislao II el Desterrado       |  |  |  |  |  |  |  |  |  |  |  |  |  |  |  |
| |                                      |  |  |  |  |  |  |  |  |  |  |  |  |  |  |  |
| |                                      |  |  |  |  |  |  |  |  |  |  |  |  |  |  |  |
| | 11. Riquilda de Polonia              |  |  |  |  |  |  |  |  |  |  |  |  |  |  |  |
| |                                      |  |  |  |  |  |  |  |  |  |  |  |  |  |  |  |
| |                                      |  |  |  |  |  |  |  |  |  |  |  |  |  |  |  |
| | 23. Inés de Babenberg                |  |  |  |  |  |  |  |  |  |  |  |  |  |  |  |
| |                                      |  |  |  |  |  |  |  |  |  |  |  |  |  |  |  |
| |                                      |  |  |  |  |  |  |  |  |  |  |  |  |  |  |  |
| | 1. Jaime I de Aragón                 |  |  |  |  |  |  |  |  |  |  |  |  |  |  |  |
| |                                      |  |  |  |  |  |  |  |  |  |  |  |  |  |  |  |
| |                                      |  |  |  |  |  |  |  |  |  |  |  |  |  |  |  |
| | 24. Guillermo VI de Montpellier      |  |  |  |  |  |  |  |  |  |  |  |  |  |  |  |
| |                                      |  |  |  |  |  |  |  |  |  |  |  |  |  |  |  |
| |                                      |  |  |  |  |  |  |  |  |  |  |  |  |  |  |  |
| | 12. Guillermo VII de Montpellier     |  |  |  |  |  |  |  |  |  |  |  |  |  |  |  |
| |                                      |  |  |  |  |  |  |  |  |  |  |  |  |  |  |  |
| |                                      |  |  |  |  |  |  |  |  |  |  |  |  |  |  |  |
| | 25. Sibila                           |  |  |  |  |  |  |  |  |  |  |  |  |  |  |  |
| |                                      |  |  |  |  |  |  |  |  |  |  |  |  |  |  |  |
| |                                      |  |  |  |  |  |  |  |  |  |  |  |  |  |  |  |
| | 6. Guillermo VIII de Montpellier     |  |  |  |  |  |  |  |  |  |  |  |  |  |  |  |
| |                                      |  |  |  |  |  |  |  |  |  |  |  |  |  |  |  |
| |                                      |  |  |  |  |  |  |  |  |  |  |  |  |  |  |  |
| | 26. Hugo II de Borgoña               |  |  |  |  |  |  |  |  |  |  |  |  |  |  |  |
| |                                      |  |  |  |  |  |  |  |  |  |  |  |  |  |  |  |
| |                                      |  |  |  |  |  |  |  |  |  |  |  |  |  |  |  |
| | 13. Matilde de Borgoña               |  |  |  |  |  |  |  |  |  |  |  |  |  |  |  |
| |                                      |  |  |  |  |  |  |  |  |  |  |  |  |  |  |  |
| |                                      |  |  |  |  |  |  |  |  |  |  |  |  |  |  |  |
| | 27. Matilde de Turena                |  |  |  |  |  |  |  |  |  |  |  |  |  |  |  |
| |                                      |  |  |  |  |  |  |  |  |  |  |  |  |  |  |  |
| |                                      |  |  |  |  |  |  |  |  |  |  |  |  |  |  |  |
| | 3. María de Montpellier              |  |  |  |  |  |  |  |  |  |  |  |  |  |  |  |
| |                                      |  |  |  |  |  |  |  |  |  |  |  |  |  |  |  |
| |                                      |  |  |  |  |  |  |  |  |  |  |  |  |  |  |  |
| | 28. Juan II Comneno                  |  |  |  |  |  |  |  |  |  |  |  |  |  |  |  |
| |                                      |  |  |  |  |  |  |  |  |  |  |  |  |  |  |  |
| |                                      |  |  |  |  |  |  |  |  |  |  |  |  |  |  |  |
| | 14. Isaac Comneno                    |  |  |  |  |  |  |  |  |  |  |  |  |  |  |  |
| |                                      |  |  |  |  |  |  |  |  |  |  |  |  |  |  |  |
| |                                      |  |  |  |  |  |  |  |  |  |  |  |  |  |  |  |
| | 29. Piroska de Hungría               |  |  |  |  |  |  |  |  |  |  |  |  |  |  |  |
| |                                      |  |  |  |  |  |  |  |  |  |  |  |  |  |  |  |
| |                                      |  |  |  |  |  |  |  |  |  |  |  |  |  |  |  |
| | 7. Eudoxia Comnena                   |  |  |  |  |  |  |  |  |  |  |  |  |  |  |  |
| |                                      |  |  |  |  |  |  |  |  |  |  |  |  |  |  |  |
| |                                      |  |  |  |  |  |  |  |  |  |  |  |  |  |  |  |
| | 15. Irene Sinadena                   |  |  |  |  |  |  |  |  |  |  |  |  |  |  |  |
| |                                      |  |  |  |  |  |  |  |  |  |  |  |  |  |  |  |
| |                                      |  |  |  |  |  |  |  |  |  |  |  |  |  |  |  |